# یامایوشی موریسوکه
یامایوشی موریسوکه (به ژاپنی: 山吉 盛典 Yamayoshi Morisuke); ۱ سپتامبر ۱۸۳۵ – ۳ ژوئیهٔ ۱۹۰۲) در دوره میجی به عنوان فرماندار استان فوکوشیما خدمت کرد. او در تاریخ ژاپن به عنوان آخرین کسی شناخته می‌شود که قبل از ترور اوکوبو توشیمیچی در ۱۴ مه ۱۸۷۸ با او صحبت کرد.